# Амаранти
Амара́нте в европейском португальском произношении и Амара́нти в бразильском произношении (порт. Amarante; [ɐmɐ'ɾɐ̃t(ɨ)]) — город в Португалии, центр одноимённого муниципалитета в составе округа Порту. По старому административному делению входил в провинцию Дору-Литорал. Входит в экономико-статистический субрегион Тамега, который входит в Северный регион. Численность населения — 11,3 тыс. жителей (город), 61,5 тыс. жителей (муниципалитет) на 2006 год. Занимает площадь 299,25 км².

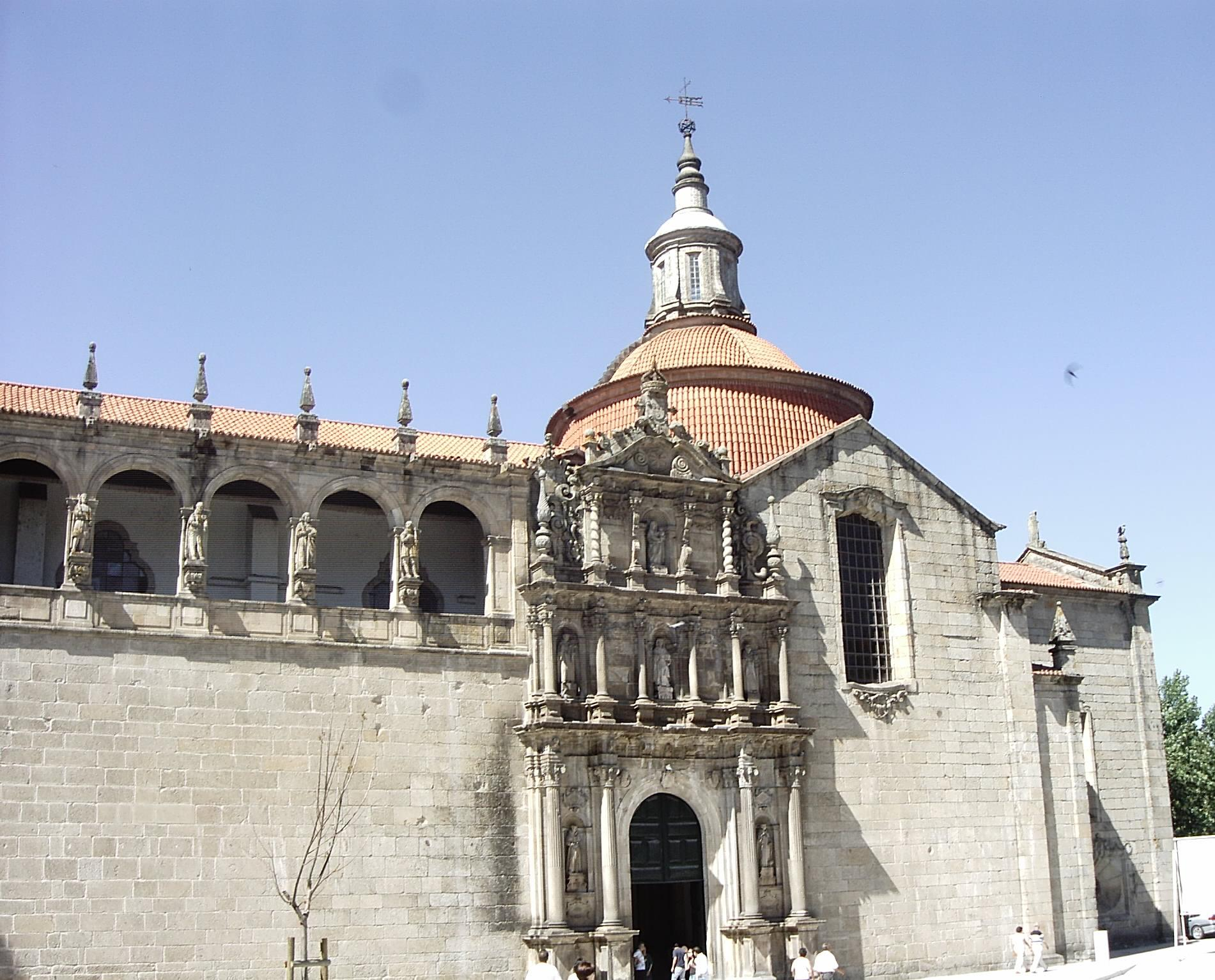

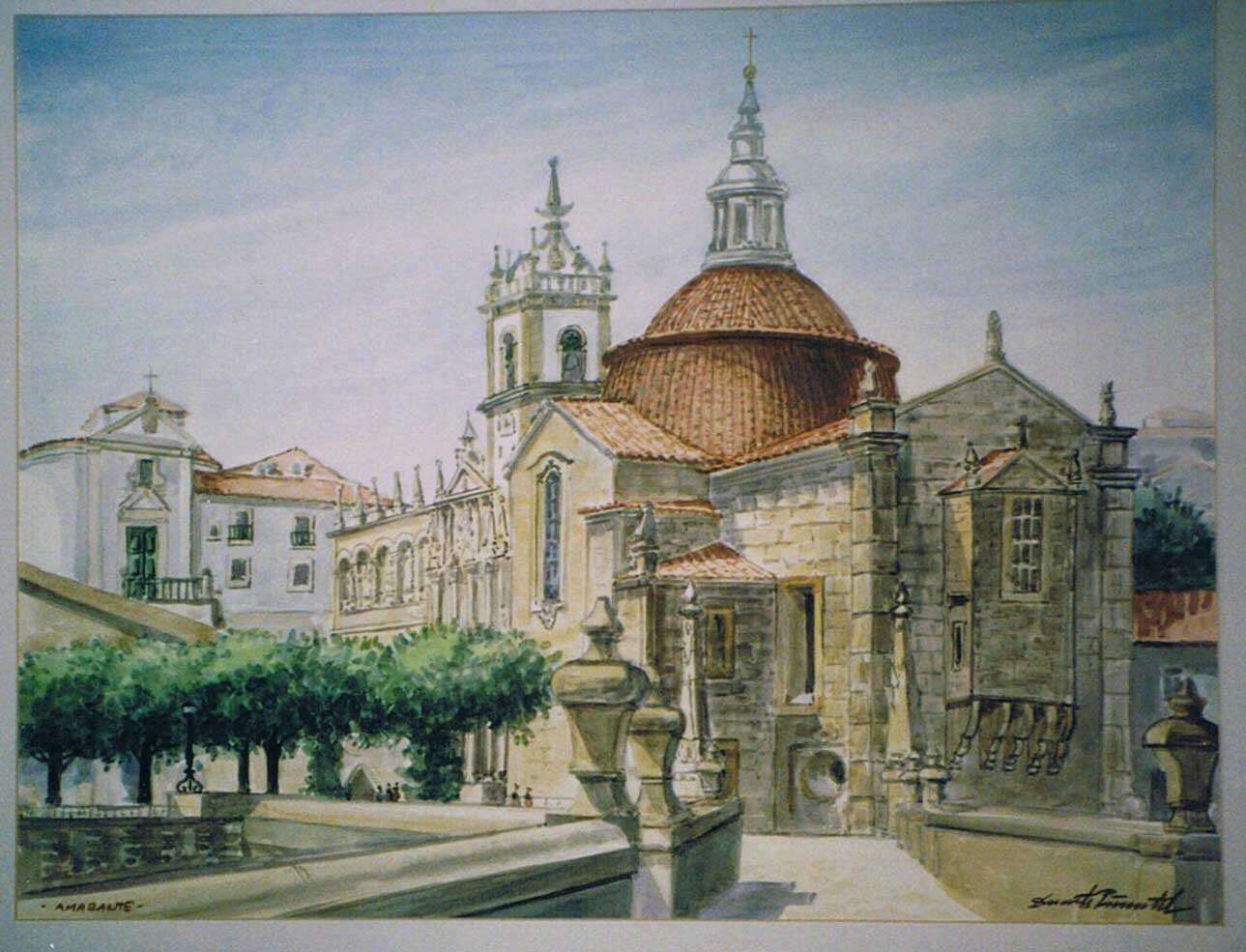
Мост и монастырь Сан-Гонсалу

Название города связано с португальским глаголом «амар» — «любить». Покровителем города считается Сан-Гонсалу-ди-Амаранти (порт. São Gonçalo de Amarante).
Праздник города — 8 июля.

## Расположение
Город расположен в 47 км на восток от адм. центра округа города Порту.
Муниципалитет граничит:
- на севере — муниципалитет Селорику-да-Бейра
- на северо-востоке — муниципалитет Мондин-де-Башту
- на востоке — муниципалитеты Вила-Реал, Санта-Марта-де-Пенагиан
- на юге — муниципалитеты Байан, Марку-де-Канавезеш, Пенафиел
- на западе — муниципалитет Лозада
- на северо-западе — муниципалитет Фелгейраш

## Достопримечательности
- Каменный арочный мост Сан-Гонсалу, построенный на месте ещё древнеримского моста
- Музей художника Amadeo de Souza-Cardoso, родившегося в этом городе.

## Население
| Население муниципалитета по годам (1801—2004) | Население муниципалитета по годам (1801—2004) | Население муниципалитета по годам (1801—2004) | Население муниципалитета по годам (1801—2004) | Население муниципалитета по годам (1801—2004) | Население муниципалитета по годам (1801—2004) | Население муниципалитета по годам (1801—2004) | Население муниципалитета по годам (1801—2004) | Население муниципалитета по годам (1801—2004) |
| --------------------------------------------- | --------------------------------------------- | --------------------------------------------- | --------------------------------------------- | --------------------------------------------- | --------------------------------------------- | --------------------------------------------- | --------------------------------------------- | --------------------------------------------- |
| 1801                                          | 1849                                          | 1900                                          | 1930                                          | 1960                                          | 1981                                          | 1991                                          | 2001                                          | 2004                                          |
| 1416                                          | 15 918                                        | 32 931                                        | 37 796                                        | 47 823                                        | 54 159                                        | 56 092                                        | 59 638                                        | 61 029                                        |

## Состав муниципалитета
В муниципалитет входят следующие районы:
| - Абоадела - Абойн - Ансиайнш - Атаиде - Буштелу - Канаделу - Кандемил - Карнейру - Карвалью-де-Рей - Сепелуш - Шапа - Фрежин - Фрейшу-де-Байшу - Фрейшу-де-Сима | - Фридан - Гатан - Гондар - Жазенте - Ломба - Лореду - Луфрей - Мадалена - Манселуш - Оливейра - Олу - Падронелу - Реал | - Реборделу - Салвадор-ду-Монте - Санше - Санта-Криштина-де-Фигейро - Сантьягу-де-Фигейро - Сан-Гонсалу - Сан-Симан-де-Говейя - Телойнш - Траванка - Вила-Кайш - Вила-Шан-ду-Маран - Вила-Гарсия - Варзеа |